# استیفن شوارتز
استیفن شوارتز (انگلیسی: Stefan Schwarz؛ زادهٔ ۱۸ آوریل ۱۹۶۹) بازیکن فوتبال اهل سوئد است.
از باشگاه‌هایی که در آن بازی کرده‌است می‌توان به باشگاه فوتبال والنسیا، باشگاه فوتبال مالمو، باشگاه فوتبال ساندرلند، باشگاه فوتبال فیورنتینا، باشگاه فوتبال بنفیکا، باشگاه فوتبال آرسنال و باشگاه فوتبال بایر ۰۴ لورکوزن اشاره کرد.
وی همچنین در تیم ملی فوتبال سوئد بازی کرده‌است.